# Categorías de los manuscritos del Nuevo Testamento
Los Manuscritos bíblicos del Nuevo Testamento en griego están categorizados en cinco grupos, basados en un esquema introducido en 1981 por Kurt y Bárbara Aland en Der Text des Neuen Testaments (El texto del Nuevo Testamento). Las categorías están basadas en cada manuscrito, se relaciona a los diferentes tipos textuales. Generalmente hablando, los manuscritos antiguos alejandrinos están en la categoría I, mientras que los manuscritos posteriores bizantinos están en la categoría V. El método de Aland toma en cuenta 1000 pasajes en los que el texto bizantino difiere de los textos no bizantinos. El método de Aland no seleccionó sus 1000 lecturas de todos los libros del NT; por ejemplo, no se tomaron de Mateo y Lucas.

## Descripción de las categorías

### Categoría I - Alejandrina
Esta categoría representa los manuscritos más antiguos. Los papiros y unciales del siglo IV están en esta categoría, como son los manuscritos del tipo textual alejandrino. Los manuscritos en esta categoría son importantes cuando se consideran problemas textuales, y son considerados por muchos eruditos como una buena representación de los autógrafos, debido a su fecha antigua.

### Categoría II - Egipcia
Los manuscritos en esta categoría son similares a la categoría I de los manuscritos, y son importantes en consideración textual de los autógrafos. Sin embargo, el texto usualmente contiene algunas influencias extranjeras, tales como las que encontramos en el tipo textual bizantino. Los textos egipcios pertenecena esta categoría.

### Categoría III - Ecléctica
Los manuscritos en la categoría III son importantes cuando se discute la historia de las tradiciones textuales, y en menor grado, para establecer el texto original. Los manuscritos usualmente contienen lecturas independientes, y tienen un carácter distintivo. f1 y f13 son ejemplos de manuscritos familias que se encuentran dentro de esta categoría. Los manuscritos de esta categoría usualmente presentan tipo textual mixto o ecléctico.

### Categoría IV - Occidental
La Categoría IV contiene los pocos manuscritos que siguen el texto del Códice de Beza (D). Esos textos son el tipo textual occidental.

### Categoría V - Bizantina
Los bizantinos y la mayoría de la masa textual del Nuevo Testamento se encuentran en esta categoría.

## Distribución de los manuscritos griegos por siglo y categoría
Véase [Aland:159-162].
|      | I | II | III | IV                                                                   | V |
| ---- | --- | --- | --- | -------------------------------------------------------------------- | --- |
| 150  | {\displaystyle {\mathfrak {P}}}52, {\displaystyle {\mathfrak {P}}}90, {\displaystyle {\mathfrak {P}}}104 | | |                                                                      | |
| 200  | {\displaystyle {\mathfrak {P}}}32, {\displaystyle {\mathfrak {P}}}46, {\displaystyle {\mathfrak {P}}}64/67, {\displaystyle {\mathfrak {P}}}66, {\displaystyle {\mathfrak {P}}}77, 0189 | | |                                                                      | |
| 250  | {\displaystyle {\mathfrak {P}}}1, {\displaystyle {\mathfrak {P}}}4, {\displaystyle {\mathfrak {P}}}5, {\displaystyle {\mathfrak {P}}}9, {\displaystyle {\mathfrak {P}}}12, {\displaystyle {\mathfrak {P}}}15, {\displaystyle {\mathfrak {P}}}20, {\displaystyle {\mathfrak {P}}}22, {\displaystyle {\mathfrak {P}}}23, {\displaystyle {\mathfrak {P}}}27, {\displaystyle {\mathfrak {P}}}28, {\displaystyle {\mathfrak {P}}}29, {\displaystyle {\mathfrak {P}}}30, {\displaystyle {\mathfrak {P}}}39, {\displaystyle {\mathfrak {P}}}40, {\displaystyle {\mathfrak {P}}}45, {\displaystyle {\mathfrak {P}}}47, {\displaystyle {\mathfrak {P}}}49, {\displaystyle {\mathfrak {P}}}53, {\displaystyle {\mathfrak {P}}}65, {\displaystyle {\mathfrak {P}}}70, {\displaystyle {\mathfrak {P}}}75, {\displaystyle {\mathfrak {P}}}80, {\displaystyle {\mathfrak {P}}}87, 0220 | | 0212 | {\displaystyle {\mathfrak {P}}}48, {\displaystyle {\mathfrak {P}}}69 | |
| 300  | {\displaystyle {\mathfrak {P}}}13, {\displaystyle {\mathfrak {P}}}16, {\displaystyle {\mathfrak {P}}}18, {\displaystyle {\mathfrak {P}}}37, {\displaystyle {\mathfrak {P}}}72, {\displaystyle {\mathfrak {P}}}78, 0162, {\displaystyle {\mathfrak {P}}}115 | | | {\displaystyle {\mathfrak {P}}}38, 0171                              | |
| 350  | {\displaystyle {\mathfrak {P}}}10, {\displaystyle {\mathfrak {P}}}24, {\displaystyle {\mathfrak {P}}}35, 01, 03 | {\displaystyle {\mathfrak {P}}}6, {\displaystyle {\mathfrak {P}}}8, {\displaystyle {\mathfrak {P}}}17, {\displaystyle {\mathfrak {P}}}62, {\displaystyle {\mathfrak {P}}}71, {\displaystyle {\mathfrak {P}}}81, {\displaystyle {\mathfrak {P}}}86, 0185 | {\displaystyle {\mathfrak {P}}}88, 058?, 0169, 0188, 0206, 0207, 0221, 0228, 0231, 0242 |                                                                      | |
| 400  | 057 | {\displaystyle {\mathfrak {P}}}19, {\displaystyle {\mathfrak {P}}}51, {\displaystyle {\mathfrak {P}}}57, {\displaystyle {\mathfrak {P}}}82, {\displaystyle {\mathfrak {P}}}85, 0181, 0270                                                               | {\displaystyle {\mathfrak {P}}}21, {\displaystyle {\mathfrak {P}}}50, 059, 0160, 0176, 0214, 0219 |                                                                      | |
| 450  | 02 (excepto los Evangelios), 0254 | {\displaystyle {\mathfrak {P}}}14, 04, 016, 029, 048, 077, 0172, 0173, 0175, 0201, 0240, 0244, 0274 | 02 (Evangelios), 032, 062, 068, 069, 0163, 0165 (?), 0166, 0182, 0216, 0217, 0218, 0226, 0227, 0236, 0252, 0261 | 05                                                                   | 026, 061 |
| 500  | | {\displaystyle {\mathfrak {P}}}56, 071, 076, 088, 0232, 0247 | {\displaystyle {\mathfrak {P}}}54, {\displaystyle {\mathfrak {P}}}63, 072, 0170, 0186, 0213 |                                                                      | |
| 550  | | {\displaystyle {\mathfrak {P}}}33+58, 06, 08, 073, 081, 085, 087, 089, 091, 093 (1 Pedro), 094, 0184, 0223, 0225, 0245 | {\displaystyle {\mathfrak {P}}}2, {\displaystyle {\mathfrak {P}}}36, {\displaystyle {\mathfrak {P}}}76, {\displaystyle {\mathfrak {P}}}83, {\displaystyle {\mathfrak {P}}}84, 06, 015, 035, 040, 060, 066, 067, 070, 078, 079, 082, 086, 0143, 0147, 0159, 0187, 0198, 0208, 0222, 0237, 0241, 0251, 0260, 0266 |                                                                      | 022, 023, 024, 027, 042, 043, 064, 065, 093 (Hechos), 0246, 0253, 0265? |
| 600  | {\displaystyle {\mathfrak {P}}}26 | {\displaystyle {\mathfrak {P}}}43, {\displaystyle {\mathfrak {P}}}44, {\displaystyle {\mathfrak {P}}}55, 083 | {\displaystyle {\mathfrak {P}}}3, 0164, 0199 |                                                                      | |
| 650  | {\displaystyle {\mathfrak {P}}}74, 098 | {\displaystyle {\mathfrak {P}}}11, {\displaystyle {\mathfrak {P}}}31, {\displaystyle {\mathfrak {P}}}34, {\displaystyle {\mathfrak {P}}}79, 0102, 0108, 0111, 0204, 0275                                                                                | {\displaystyle {\mathfrak {P}}}59, {\displaystyle {\mathfrak {P}}}68, 096, 097, 099, 0106, 0107, 0109, 0145, 0167, 0183, 0200, 0209, 0210, 0239, 0259, 0262 |                                                                      | {\displaystyle {\mathfrak {P}}}73, 0103, 0104, 0211 |
| 700  | | {\displaystyle {\mathfrak {P}}}42, {\displaystyle {\mathfrak {P}}}61, | {\displaystyle {\mathfrak {P}}}60 |                                                                      | |
| 750  | | 019, 0101, 0114, 0156, 0205, 0234 | {\displaystyle {\mathfrak {P}}}41, 095, 0126, 0127, 0146, 0148, 0161, 0229, 0233, 0238, 0250, 0256 |                                                                      | 07, 047, 054?, 0116, 0134 |
| 800  | | 044 (epístolas católicas) | 044 (excepto epístolas católicas) |                                                                      | |
| 850  | 33 (excepto los Evangelios) | 010, 038, 0155, 0271, 33 (Evangelios), 892, 2464 | 012, 025 (excepto Hechos, Rev), 037, 050, 0122, 0128, 0130, 0131, 0132, 0150, 0269, 565 |                                                                      | 09, 011, 013, 014, 017, 018, 020, 021, 025 (Hechos, Rev), 030, 031, 034, 039, 041, 045, 049, 053?, 063, 0120, 0133, 0135, 0136?, 0151, 0197, 0248, 0255, 0257, 0272, 0273?, 461 |
| 900  | | 1841 | 0115, 1424 (Mark) |                                                                      | 1424 (excepto Marcos), 1841 |
| 950  | 1739 | 0177, 0243?, 1739, 1891, 2329 | 051, 075, 0105, 0121a, 0121b, 0140, 0141, 0249, 307, 1582, 1836, 1845, 1874, 1875, 1912, 2110, 2193, 2351 |                                                                      | 028, 033, 036, 046, 052, 056, 0142, 1874, 1891 |
| 1050 | 1175, 1243, 2344 | 81, 323, 945, 1006, 1854, 1962, 2298 | 28, 104, 181, 323, 398, 424, 431, 436, 451, 459, 623, 700, 788, 1243, 1448, 1505, 1838, 1846, 1908, 2138, 2147, 2298, 2344, 2596? |                                                                      | 103, 104, 181, 398, 431, 451, 459, 945, 1006, 1448, 1505, 1846, 1854, 2138, 2147, 2298                                                                                          |
| 1100 | | 256, 1735 | 1735, 1910 |                                                                      | 256 |
| 1150 | 1241 | 36, 1611, 2050, 2127 | 1 (Evangelios), 36, 88, 94?, 157, 326, 330, 346, 378, 543, 610, 826, 828, 917, 983, 1071, 1241, 1319, 1359, 1542b, 1611, 1718, 1942, 2030, 2412, 2541, 2744 |                                                                      | 1 (excepto los Evangelios), 180, 189, 330, 378, 610, 911, 917, 1010, 1241, 1319, 1359, 1542b?, 2127, 2541                                                                       |
| 1200 | | | 1573 |                                                                      | 1573 |
| 1250 | 2053, 2062 | 442, 579, 1292, 1852 | 6 (E.C., Pablo), 13, 94, 180, 206, 218 (epístolas), 263, 365, 441, 614, 720, 915, 1398, 1563, 1641, 1852, 2374, 2492, 2516, 2542, 2718? |                                                                      | 6 (Evangelios, Hechos), 94?, 180, 206, 218 (excepto las epístolas), 263, 365, 597, 720, 1251?, 1292, 1398, 1642, 1852, 2374, 2400, 2492?, 2516                                  |
| 1300 | | | 1342 |                                                                      | |
| 1350 | | 1067, 1409, 1506, 1881 | 5, 209, 254, 429 (Pablo), 453, 621, 629, 630, 1523, 1534, 1678?, 1842, 1877, 2005, 2197, 2200, 2377 |                                                                      | 5?, 189, 209, 254, 429 (Pablo), 1067, 1409, 1506, 1523, 1524, 1877, 2200 |
| 1400 | | | 2495 |                                                                      | |
| 1450 | | 322 | 69, 205, 322, 467, 642, 1751, 1844, 1959, 2523, 2652 |                                                                      | 69, 181, 205, 429 (Rev.), 467, 642, 886, 2523, 2623, 2652? |
| 1500 | | | 61 (epístolas, Rev), 522, 918, 1704, 1884 |                                                                      | 61 (Evangelios, Hechos), 522, 918, 1704 |

## Número de manuscritos por siglo y categoría
| Siglo    | Categoría I | Categoría II | Categoría III | Categoría IV | Categoría V |
| -------- | ----------- | ------------ | ------------- | ------------ | ----------- |
| II       | 3           |              |               |              |             |
| II/III   | 6           |              |               |              |             |
| III      | 25          |              | 1             | 2            |             |
| III/IV   | 8           |              |               | 2            |             |
| IV       | 5           | 8            | 10            |              |             |
| IV/V     | 1           | 7            | 7             |              |             |
| V        | 2           | 16           | 19            | 1            | 2           |
| V/VI     |             | 6            | 6             |              |             |
| VI       |             | 15           | 31            |              | 12          |
| VI/VII   | 1           | 4            | 3             |              |             |
| VII      | 2           | 8            | 17            |              | 4           |
| VII/VIII |             | 2            | 1             |              |             |
| VIII     |             | 6            | 12            |              | 5           |
| VIII/IX  |             | 1            | 1             |              |             |
| IX       | 3           | 7            | 12            |              | 5           |
| IX/X     |             | 1            | 2             |              | 2           |
| X        | 1           | 5            | 18            |              | 10          |
| XI       | 3           | 7            | 24            |              | 16          |
| XI/XII   |             | 2            | 2             |              | 1           |
| XII      | 1           | 5            | 24            |              | 16          |
| XII/XIII |             |              | 1             |              | 1           |
| XIII     | 2           | 4            | 21            |              | 18          |
| XIII/XIV |             |              | 1             |              |             |
| XIV      | 1           | 4            | 17            |              | 12          |
| XIV/XV   |             |              | 1             |              |             |
| XV       |             | 1            | 11            |              | 9           |
| XVI      |             |              | 5             |              | 4           |
| XVI/XVII |             |              | 2             |              | 1           |

## Limitaciones
Este sistema da preferencia al tipo textual alejandrino. Los manuscritos que representan el tipo textual occidental están clasificados en la categoría IV en los Evangelios, y en la Categoría II/III en las cartas de Pablo. Esto es significante porque algunos eruditos creen que algunos de todos los textos de las Minúsculas o los textos occidentales son muy cercanos a los textos originales. Algunos manuscritos no están clasificados. Uncial 055 no está porque hay un comentario, y de acuerdo a los especialistas, escrito en parte en minúscula. {\displaystyle {\mathfrak {P}}}7, {\displaystyle {\mathfrak {P}}}89, {\displaystyle {\mathfrak {P}}}121, Uncial 080, Uncial 0100, Uncial 0118, 0174, 0230, 0263, 0264, 0267, 0268 son demasiado breves para ser clasificados. Uncial 0144 y 0196 no son accesibles. El {\displaystyle {\mathfrak {P}}}25 no está clasificado por el carácter de texto diatesárico (los cuatro evangelios combinados en una única narrativa).
El {\displaystyle {\mathfrak {P}}}5 fue clasificado en la Categoría I, pero no es una representacióon del tipo textual alejandrino. Según Comfort es "un buen ejemplo de que Kurt y Barbara Aland lo llamaron "normal" (es decir una precisión textual relativamente precisa manifestando una cantidad normal de error e idiosincrasia)".